# Nannothemis bella
Nannothemis bella – gatunek ważki z rodziny ważkowatych (Libellulidae); jedyny przedstawiciel rodzaju Nannothemis. Występuje w Ameryce Północnej – w USA i południowej Kanadzie. Jest szeroko rozprzestrzeniony i pospolity.